# Čataj
Čataj este o comună slovacă, aflată în districtul Senec din regiunea Bratislava. Localitatea se află la altitudinea de 140 m deasupra n.m., se întinde pe o suprafață de 12,86 km2 și în 2017 număra 1.165 de locuitori.

## Istoric
Localitatea Čataj este atestată documentar din 1244.

## Demografie
| An:                | 1994 | 2004   | 2014    | 2024   |
| ------------------ | ---- | ------ | ------- | ------ |
| Număr de persoane: | 952  | 972    | 1154    | 1191   |
| Diferență:         |      | +2,10% | +18,72% | +3,20% |

| An:                | 2023 | 2024   |
| ------------------ | ---- | ------ |
| Număr de persoane: | 1210 | 1191   |
| Diferență:         |      | −1,57% |